# Àstacos de Bitínia
Àstacos (grec antic: Ἀστακός, llatí: Astacus) era una ciutat de Bitínia situada al golf homònim.
La llegenda atribueix la seva fundació a Àstacos, fill de Posidó i de la nimfa Òlbia. Fou fundada com a colònia de Mègara, segons Mèmnon d'Heraclea en la 17a olimpíada (712-709 aC), i posteriorment fou annexada per Atenes, segons Estrabó. Per la seva banda, el Periple de Pseudo-Escílax l'anomena Òlbia (Ὀλβία), nom relacionat amb la mare d'Àstacos, l'heroi epònim, i no esmenta en cap moment el nom d'Àstacos.
Quan es va fundar el regne de Bitínia circa el 330 aC, el rei Dedalses va ocupar la ciutat. Més tard, un altre rei, Zipetes, va combatre amb Lisímac de Tràcia, i la ciutat va ser destruïda. Nicomedes I de Bitínia va traslladar els seus habitants a la nova ciutat de Nicomèdia, construïda a l'altre costat d'Àstacos.